# NGC 1050
NGC 1050 é uma galáxia espiral barrada (SBa) localizada na direcção da constelação de Perseus. Possui uma declinação de +34° 45' 51" e uma ascensão recta de 2 horas, 42 minutos e 35,6 segundos.
A galáxia NGC 1050 foi descoberta em 17 de Setembro de 1865 por Heinrich Louis d'Arrest.